# Stand Up!!
Stand Up!! (スタンドアップ!!?, Sutando Appu!!) è un dorama giapponese trasmesso nel 2003 in 11 puntate, interpretato tra gli altri da Kazunari Ninomiya degli Arashi e Tomohisa Yamashita ex NEWS. Impostato in modo simile alla serie cinematografica di American Pie, ne fa un po' il verso.
Tutta la storia richiama l'attenzione sulla sessualità adolescenziale mostrando d'altro lato il noto atteggiamento di tabù da parte degli adulti (il titolo Stand Up!!, Alzati in piedi!!, è fortemente allusivo).

## Trama
Quattro amici diciassettenni un bel giorno si rendono conto d'esser rimasti gli ultimi studenti vergini del loro liceo; la storia si sviluppa sui loro tentativi e sforzi di venir meno a tal imbarazzante condizione. Vogliono anche loro, prima del diploma, poter gridare: ho fatto sesso, sono anch'io un adulto!. Prima che sia troppo tardi: non hanno difatti proprio nessuna intenzione di diplomarsi da vergini. Uno di loro, in un attimo di follia, propone di fondare la società per la conservazione della castità; da ciò si svilupperanno molte imbarazzanti situazioni.
Loro quattro, gli ultimi ancora illibati della scuola, avranno varie avventure e vicissitudini in quell'estate indimenticabile: e verrà mostrata tutta la goffaggine di questi ragazzi che si son sviluppati un po' più tardi rispetto ai loro coetanei. Una storia estiva tra feste, amori, amicizia, scuola e famiglia, le complicazioni della vita; l'esperienza quotidiana, il fallimento e l'immancabile ipocrisia degli adulti. La loro esistenza si svolgerà tutta all'interno del quartiere commerciale di Shinagawa.
Una ragazza che conoscevano da bambini torna ad abitar nel loro quartiere. Nonostante allora ne fossero rimasti infantilmente attratti, si rendono ben presto conto ch'ella è oramai solo una mera ombra (e forse, neanche quella) della principessa che pensavano di ricordare e conoscere.

### Personaggi ed interpreti
- Kazunari Ninomiya è Shouhei Asai:

soprannominato Sho-chan, è protagonista (i suoi pensieri vengono spesso espressi lungo il corso della narrazione). Timido ma dolce e bonario, ha spesso mal di stomaco; un giorno trova in biblioteca della biancheria intima femminile, risultata poi appartenere alla ragazza d'uno dei loro compagni, con cui aveva appena fatto sesso: ciò porta alla luce una tragica verità: tutti gli altri lo hanno già fatto.
Vive con la sorella maggiore Yuriko e i genitori che gestiscono una farmacia. All'inizio della serie i suoi sentimenti sono segretamente rivolti, fino al delirio, verso una delle sue prof temporanee, la giovane Isuzu che insegna inglese. La sua vita incomincia letteralmente ad esplodere quando una vecchia amica d'infanzia decide di andare a visitare i 4 vecchi amici.
- Tomohisa Yamashita è Kengo Iwasaki:

Soprannominato Kenken. Un fanatico dei treni, conosce a memoria gli orari di partenza e arrivo, le rotte e destinazioni di tutti i treni che attraversano il quartiere. Ha eccellenti risultati scolastici; vive con la madre single Kimiko la quale gestisce un love hotel, che ha potuto comprar coi soldi ricevuti a seguito del divorzio dal marito. I quattro amici si ritrovano spesso a gironzolare lì attorno, giocando a karaoke o spiando e ascoltando gli altri clienti nelle camere vicine. È l'unico del gruppo che all'inizio ha una ragazza, Sonoko.
- Hiroki Narimiya è Hayato Udagawa:

soprannominato Udayan, è membro della band musicale del liceo. È anche l'unico con cui le ragazze (specialmente un gruppetto chiamate Amazones) se la prendono maggiormente; a ciò s'aggiunge il fatto che la sua fiducia in se stesso è un po' carente e che ha una certa predisposizione a spiar sotto le gonne delle compagne. I genitori gestiscono un negozio di alimentari e drogheria nel quartiere dello shopping. Propone di fondar assieme ai compagni la società per la conservazione della castità.
- Shun Oguri è Kōji Enami:

soprannominato KoKun, è l'asso sportivo del gruppo. Capitano della squadra di calcio della scuola, è conosciuto perché spesso sfoga tutta la sua rabbia durante le partite e gli allenamenti. Quando qualche ragazza gli rivolge la parola comincia a borbottare frasi incomprensibili e il respiro gli si fa affannoso, rifiutando tutte le eventuali offerte da parte sua. Suo padre, ch'è anche presidente del locale consiglio di quartiere, gestisce un piccolo negozio e concentra tutta la sua cura al rispetto della pubblica morale.
- Anne Suzuki è Chie Oowada:

soprannominato Chie-chan. Durante tutta l'infanzia era stata la principessa dei quattro. Dovette poi trasferirsi ed ebbe dopo d'allora pochissimi contatti con gli amici e per un lungo arco di tempo non si fece più sentire; sembra nascondere un oscuro segreto dentro di lei. Verrà poi rivelato che durante le superiori aveva una cotta per uno dei suoi compagni di classe, il quale però approfittò della situazione, la violentò per poi minacciarla e ricattarla. Per poter uscir da questa situazione, ed allontanarsi dalle chiacchiere che presto avevano iniziato a diffondersi, si mise in viaggio per incontrar i suoi vecchi amici d'infanzia.
- Yumiko Shaku - Mochizuki Isuzu
- Kōji Matoba - Kimura Mitsuhiko
- Takako Kato - Sasaki Rumiko
- Rio Matsumoto - Tominaga Shiho
- Takashi Tsukamoto - Kume Naoya
- Becky - Kaga Ellen
- Natsuhi Ueno - Fujisawa Sonoko
- Mia Murano - Kurata Michiko
- Haruka Mizuno - Saito Terumi
- Asami Mizukawa
- Akina - Sakurai Makiko
- Sei Ashina - Uehara Mio
- Kyoko - Hamano Kyoko
- Makoto - Kida Akiko
- Jirō Satō
- Hitori Gekidan - Tachibana Hiromi
- Naomi Nishida - Asai Yuriko
- Kaoru Sugita - Iwasaki Kimiko
- Toshiya Sakai - Udagawa Nobuhito
- Shogo Shimizu - Enami Shoji
- Yasunori Danta - Asai Kyohei
- Nagisa Katahira - Asai Tomoko
- Tomohiro Kaku - Mizusawa Keita

## Episodi
| Nº | Titolo internazionale Giapponese 「Kanji」 - Rōmaji                                           | In onda           | In onda |
| Nº | Titolo internazionale Giapponese 「Kanji」 - Rōmaji                                           | Giapponese        |         |
| 1  | The Sex Situation of Seventeen Year-Olds. 「17歳の性事情」 - 17 toshi no sei jijō             | 4 luglio 2003     |         |
| 2  | Top Secret Stay-Over Plan! 「㊙泊まり計画!」 - ㊙ tomari keikaku!                             | 11 luglio 2003    |         |
| 3  | A Night Without Parents! 「親達のいない夜!」 - Oyatachi noinai yoru!                          | 18 luglio 2003    |         |
| 4  | An Anxious First Time! 「緊張の初体験!」 - Kinchō no shotaiken!                               | 25 luglio 2003    |         |
| 5  | Finally, Graduation Number One. 「ついに卒業第一号」 - Tsuini sotsugyō daiichi gō             | 1º agosto 2003    |         |
| 6  | Love That'll Get You Burned. 「火傷しそうな恋!」 - Yakedo shisōna koi!                        | 8 agosto 2003     |         |
| 7  | Purity vs Love Celeb. 「純潔 VS 恋愛セレブ」 - Junketsu VS ren'ai serebu                      | 15 agosto 2003    |         |
| 8  | Pregnancy Problems of a High School Student. 「高校生の妊娠問題」 - Kōkōsei no ninshin mondai | 22 agosto 2003    |         |
| 9  | Love Stolen by a Best Friend. 「親友に奪われた恋」 - Shinyū ni ubawa reta koi                 | 29 agosto 2003    |         |
| 10 | A First Time Full of Wounds. 「傷だらけの初体験」 - Kizu darakeno shotaiken                   | 5 settembre 2003  |         |
| 11 | Liberty from Virginity! 「童貞の夜明け!」 - Dōtei no yoake!                                   | 12 settembre 2003 |         |